# 大藏乡
大藏乡（藏語：ད་ཚང་，威利转写：da tshang），是中华人民共和国四川省阿坝藏族羌族自治州马尔康市下辖的一个乡镇级行政单位。

## 行政区划
大藏乡下辖以下地区：
春口村、打扒村、德尔巴村、卡尔古村和青平村。